# Zemské volby ve Slezsku 1902
Zemské volby ve Slezsku 1902 se uskutečnily na začátku listopadu roku 1902. Bylo v nich zvoleno 30 poslanců Slezského zemského sněmu coby zákonodárného orgánu Slezského védvodství v rámci rakousko-uherské monarchie. Probíhaly podle kuriového volebního systému.
Přestože celá třetina poslanců byla obměněna, volby nijak nezměnily poměr mezi jednotlivými národnostmi sněmu. Jediným významnějším politickým posunem bylo oslabení německých liberálů ve prospěch německých lidovců. Díky spolupráci posílených lidovců s radikálními všeněmci došlo k celkové radikalizaci německého elementu na sněmu.

## Výsledky
|                              |                                    |                     |                     |                     |          |          |          |
| Strana                       | Strana                             | Hlasy v první volbě | Hlasy v první volbě | Hlasy v první volbě | Poslanci | Poslanci | Poslanci |
| Strana                       | Strana                             | Abs.                | %                   | ±                   | Abs.     | %        | ±        |
| Německé strany               |                                    |                     |                     |                     |          |          |          |
|                              | Německá lidová strana              |                     |                     |                     | 7        | 22.6     | 4▲       |
|                              | Německá pokroková strana           |                     |                     |                     | 4        | 12.9     | 4▼       |
|                              | Všeněmecké sjednocení              |                     |                     |                     | 4        | 12.9     | 0▬       |
|                              | Ostatní strany                     |                     |                     |                     | 0        | 0.0      | 0▬       |
| Němci celkem                 | Němci celkem                       |                     |                     |                     | 15       | 48.4     | 0▬       |
| Velkostatkářské strany       |                                    |                     |                     |                     |          |          |          |
|                              | Strana ústavověrného velkostatku   |                     |                     |                     | 8        | 25.8     | 0▬       |
|                              | Strana konzervativního velkostatku |                     |                     |                     | 1        | 3.2      | 0▬       |
|                              | Strana středního velkostatku       |                     |                     |                     | 1        | 3.2      | 0▬       |
| Velkostatkáři celkem         | Velkostatkáři celkem               |                     |                     |                     | 10       | 32.3     | 0▬       |
| Slovanské strany             |                                    |                     |                     |                     |          |          |          |
|                              | Polští kandidáti                   |                     |                     |                     | 3        | 9.7      | 0▬       |
|                              | Česká národní strana               |                     |                     |                     | 3        | 9.7      | 0▬       |
|                              | ostatní strany                     |                     |                     |                     | 0        | 0.0      | 0▬       |
| Slovani celkem               | Slovani celkem                     |                     |                     |                     | 6        | 19.4     | 0▬       |
| Neplatné a roztříštěné hlasy | Neplatné a roztříštěné hlasy       |                     |                     | –                   | –        | –        | –        |
| Celkem hlasů                 | Celkem hlasů                       |                     | 100                 | –                   | 31       | 100      | –        |
| Celkem odevzdaných lístků    | Celkem odevzdaných lístků          |                     | 100                 | –                   | –        | –        | –        |
| Registrovaní voliči/účast    | Registrovaní voliči/účast          |                     |                     | –                   | –        | –        | –        |
| Zdroj:                       |                                    |                     |                     |                     |          |          |          |